# نشانه لوول
نشانهٔ لووِل (انگلیسی: Louvel's sign) یک نشانهٔ بالینی است که در بیماران مبتلا به ترومبوز سیاهرگی عمقی یافت می‌شود. این نشانهٔ به صورت درد در توزیع خون ورید آسیب‌دیده که در حین سرفه یا عطسه رخ می‌دهد (مانور والسالوا) تعریف می‌شود و زمانی که ورید پیش از محل انسداد ترومبوزی فشرده شود، ناپدید می‌گردد.